# Mosina (powiat szczecinecki)
Mosina (niem. Mossin) – wieś w Polsce położona w województwie zachodniopomorskim, w powiecie szczecineckim, w gminie Szczecinek.
Na wschód od wsi biegnie Kanał Mosiński. Odprowadza on wody z okalających wieś zmeliorowanych terenów i Bagna Mosińskiego (niegdyś jezioro). We wsi zachowała się zabudowa przedwojenna. Z ważniejszych budynków można wymienić gmach szkoły (obecnie funkcja mieszkaniowa i sakralna), młyn (w bardzo złym stanie technicznym) oraz budynek gospody (obecnie świetlica wiejska i mieszkania). Brak obecnie śladów po przedwojennym kościele zniszczonym w 1945 r. Cmentarz poniemiecki umiejscowiony przy placu sportowym. Zniszczony w dużym stopniu przez eksploatację kruszywa i przez inne celowe działania mające na celu jego likwidację.